# 加藤ツバキ
加藤 ツバキ（かとう つばき、1983年4月23日 - ）は、日本のAV女優。

## 略歴
東京都出身。2006年に『新人×ギリギリモザイク 新人ギリギリモザイク』でAVデビュー。2012年3月6日には翌日発売される桃太郎映像からのAVの上映会が阿佐ヶ谷の映画館で行われた。
2021年6月17日、ピンク映画ベストテン2020において助演女優賞および桃熊助演女優賞を受賞。
2023年11月30日、初の冠イベント「加藤ツバキのかりくび天国VOL.1」を東京・レフカダ新宿で開催。
2024年7月1日週FANZA動画フロアランキングにて、出演作を含むベスト盤『【福袋】山と空の野外露出！超人気あの話題作も！！20タイトル53時間オール収録！』（山と空）が3位に浮上した。
2025年に所属事務所をオールプロからリスタープロに変更。

## 人物
- 年に数回、「ツバキ会」を開催している[8]。主催はpop life department. m's立川店
- 坂下ななえと親交がある[9]。

## 作品

### アダルトビデオ
※撮りおろし作品(大人数出演のオムニバス作品を除く)のみ
2006年
- 新人×ギリギリモザイク 新人ギリギリモザイク（4月7日、エスワン）
- ギリギリモザイク 無限バコバコ2（5月19日、エスワン）
- ギリギリモザイク 完全拘束FUCK!（6月19日、エスワン）
- ガーター若妻倶楽部 加藤椿 25歳（7月28日、制服征服商会）
- 萌えあがる募集若妻 淫らに狂い出す身売りわかづま 53 つばきさん（8月23日、プレステージ）
- Tokyo 流儀 23（9月1日、プレステージ）
- 人妻ナイトクルーズ 02（9月13日、プレステージ）
- 素人生汁娘 東京サポ24 Kさん（10月1日、プレステージ）
- EX エグゼ TSUBAKI’S EXECUTIVE.（11月22日、プレステージ）
- 人妻売春 08 つばき（11月24日、I.B.WORKS）
- 義母と妹 近親相姦（12月9日、プレステージ）
- 近親妻 私、義兄に中出しされて義弟に犯されました（12月10日、隼エージェンシー）

2007年
- 催眠アクメ強制中出し8 素人娘3人騙し撮り（1月20日、ピーターズ）
- Nine 加藤ツバキ（1月25日、しのだプロジェクト）
- カリスマOL 美脚で誘惑一発契約!（2月9日、LEO）
- 僕、専用。S カスタムメイド001 加藤ツバキ（2月15日、ゴーゴーズ）
- つばきのアルバイトin中目黒（2月20日、制服征服商会）
- スチュワーデスin… [脅迫スイートルーム] Cabin Attendant Tsubaki（26）（3月5日、ドリームチケット）
- 若妻逆援交 生中出し 1（3月5日、ジャネス）
- ぬきたい顔（3月8日、SODクリエイト）
- オナニスト ［第十六章］（3月10日、隼エージェンシー）
- 中出し妻 夫の目の前で中出しされる人妻 加藤ツバキ（3月19日、ミスター・インパクト）
- 女教師レイプ2 レイプされる9人の女教師（4月12日、隼エージェンシー）
- R*Queen（猥褻レースクイーン） 撮り下ろし4時間（4月15日、ドリームチケット）
- 初ナマ!!真性中出し 受精スペシャル4時間（4月20日、ピーターズ）
- 犯られた人妻たち 第5章 中出しされる5人の人妻（4月20日、Nadeshiko）
- Cutie Fanny 大手広告代理店勤務 つばき（5月4日、タカラ映像）
- 癒しの艶女 加藤つばき（5月7日、桃太郎映像出版）
- 美脚中出し4（5月12日、隼エージェンシー）
- エロGAL×2（5月16日、マキシング）
- 変態女医陵辱 加藤つばき（6月6日、タカラ映像）
- 美尻ナース騎乗（6月15日、アリスJAPAN）
- 新婚生活 加藤ツバキ（7月5日、タカラ映像）
- 高級人妻スワッピングパーティ（8月10日、プレステージ）
- それでも私は、アエがない。（8月15日、ワープエンタテインメント）
- CFNM×舌上発射（8月15日、ワープエンタテインメント）
- 加藤部長（9月6日、タカラ映像）
- 絶対中出し出来る痴女クリニック 加藤ツバキ（9月13日、マルクス兄弟）
- ザーメン中出し凌辱女医（10月1日、ワンズファクトリー）
- 接吻や乳首舐められながら手コキされた僕。（10月1日、ワンズファクトリー）
- 女教師中出し20連発 ツバキさん（10月4日、アイエナジー）
- 発情OLオフィスで… 22（10月26日、クリスタル映像）
- キモ男に犯される生保外交員（11月13日、マルクス兄弟）
- 淫らなお姉さんは好きですか 23（11月30日、クリスタル映像）
- イカセ潮吹き50連発（12月6日、ディープス）
- 麻薬捜査官ヤク漬け膣痙攣（12月6日、アイエナジー）
- アクメΩ耐久ファック 350回イッちゃいました（12月11日、プレステージ）
- 白衣の女校医 10（12月21日、クリスタル映像）

2008年
- 団地妻の憂い（2008年1月5日、アイエナジー）
- 寸止め 18（1月11日、クリスタル映像）
- 美脚×ローライズ短パン×露出デート（1月13日、マルクス兄弟）
- 人妻レイプ4時間 2 犯られまくる10人の人妻たち（1月18日、Nadeshiko（なでしこ））
- エッチなお姉さんに誘われて 28（1月25日、クリスタル映像）
- 素人公募中出し!加藤ツバキちゃんに真正中出ししてみませんか（2月29日、モブスターズ）
- 女体公開連続アクメ 第二幕（3月6日、アイエナジー）
- お嬢さまはバックがお好き 2（3月21日、クリスタル映像）
- 催眠 赤 DX IX 〜ドキュメント編〜（3月22日、アウダースジャパン）
- 催眠 赤 DX IX 〜スーパーmc編〜（3月22日、アウダースジャパン）
- 催眠 赤 DX IX 〜スーパーコンプリート編〜（3月22日、アウダースジャパン）
- 手コキ流儀 vol.3（4月11日、U&K）
- TOKYO痴女FILE Vol.1 若妻…TUBAKI（5月1日、プレステージ）
- 7.5周年記念作品 NO.1美女軍団 銀行強盗事件 中出し20連発（5月8日、アイエナジー）
- 「飼育の虜」変態マゾ男とペニバン女 【第四章】（5月23日、U&K）
- 丸の内美人女子社員生中出し 2（5月30日、TMA）
- 黒ストッキング限定（6月20日、GLAY'z）
- 素人AneギャルHEAVEN 4時間（6月20日、おかず。（ケイ・エム・プロデュース））
- 逆ナンパ中出し IV（7月12日 隼エージェンシー）
- 女囚人患者 2（8月7日、アイエナジー）
- 女社長と秘書の禁断な関係（8月8日、アウダースジャパン）
- DOKIレズ 25（8月8日、アウダースジャパン）
- 狙われた人妻 第6章 無理やり犯される7人の人妻たち（8月9日 隼エージェンシー）
- 私がいやらしいことしてあげる [身も心も尽くしてくれる7人の淫女たち]（8月19日、ミスター・インパクト）
- 禁断のランジェリー（9月5日、アウダースジャパン）
- DOKIレズ 26（9月5日、アウダースジャパン）
- 愛のあるSEXシリーズ BAZOOKA 騎乗位 full spec〜上に乗るの大好き〜（9月26日、メディアステーション)
- 兄嫁奴隷 〜出張の間に父と弟達に〜（10月2日、タカラ映像）
- くノ一凌辱絵巻 隠密無残花（10月7日、アタッカーズ）
- 添い寝（11月22日、しのだプロジェクト） ※AVグランプリ2009 エントリー作品
- 「熟女の口はもっと嘘をつく。」 熟雌女anthology #040（12月19日、アウダースジャパン）

2009年
- （裏）手コキクリニック〜完全版〜 性交クリニックファン感謝祭スペシャル（2月5日、SODクリエイト）
- 真正中出し大乱交EX 乱・淫・祭（7月28日、モブスターズ）
- 隣の妻は性処理相手（8月1日、タカラ映像）
- 完全主観 加藤ツバキと二人の世界（11月19日、タカラ映像）

2010年
- こんな私でごめんなさい…（1月24日、タカラ映像）
- 義父に犯されて… 美嫁いぢり（2月25日、マドンナ）
- 義母相姦 息子の精子を飲み干す酒乱淫母!（3月1日、VENUS）
- ツバキ女王様のM男いじり（7月10日、へりぽビデオ）
- 手コキクリニック 出張定期健診スペシャル（8月5日、SODクリエイト)
- 今夜あなたの妻が浮気します！旦那が風呂に入っている約30分の間に行う心臓爆発寸前のチョー快楽ファーック！！ VOL.4（8月5日、ディープス)
- （裏)手コキクリニック〜完全版〜性交クリニックファン感謝祭200分スペシャル（12月7日、SODクリエイト） ※「夏樹カオル」名義

2011年
- 男優桜井ちんたろうの調教日記4（1月1日、中嶋興業）
- 不貞の妻（8月25日、SIDE-B）
- 非日常的悶絶遊戯 お料理教室の講師、ツバキの場合（9月13日、AVS）
- 未亡人に犯される夫の愛人（9月13日、U&K）
- 女体拷問研究所 ANOTHERS 鬼畜淫魔vsアマゾネス（12月25日、DO♡素人）

2012年
- たびじ 記憶を無くした女（2月16日、ALEDDIN）
- ザ・復讐映像 虐げられたオヤジたちの『復讐レイプ』（2月25日、SIDE-B）
- 見せつけ、クネる、悶える、欲しがる、美脚オナニスト（2月25日、琢斗）
- むさぼる 拉致・監禁・拘束・中出し、そして…（3月7日、桃太郎）
- み〜んなぁ〜相手にしてあげる。（4月5日、THALASSO）
- 童貞の僕を筆おろししたがる義母（7月13日、KMP）
- ザ・人妻映像 バレないように『旦那の隣で義父にやられる嫁』（7月25日、SIDE-B）
- 幻母 小股の切れ上がったいい母さん（8月1日、ヴィーナス）
- うんこ座りピストン婦人（8月2日、ALEDDIN）
- 霊姦 加藤ツバキが心霊現場で変態行為 (8月29日、コレクター《元・バッキー》)
- いいなり義母（9月14日、KMP）
- 近親[無言]相姦 目の前にお父さんがいるのよ…（9月19日、ヴィーナス）
- 気づけばいつも、アナル舐め 3（9月21日、WAAP）
- 女王様は加藤ツバキ（9月25日、AVS collector’s）
- 綺麗なお母さん 義父と息子へ癒しのご奉仕（9月28日、Mellow Moon）
- 極エロ女神の淫語誘惑（10月13日、AVS collector’s）
- Love Switch another stories（11月8日、SILK LABO）

2013年
- いやらしい女社長のいる会社 横山みれい（9月25日、Mellow　Moon）
- いやらしい女社長のいる会社　北条麻妃（10月01日、Mellow　Moon）
- 人妻ホームヘルパー折檻地獄 加藤ツバキ（12月01日、エマニエル）
- 庶務課のオンナ 美脚アラサーOLの逆セクハラ 加藤ツバキ（11月25日、Mellow Moon）

2014年
- More Beautiful 葉月可恋 加藤ツバキ（1月29日、SILK LABO）
- なりすまし 演じ屋稼業の美人妻 加藤ツバキ（3月27日、タカラ映像）
- 性交クリニック 春の定期精液検査スペシャル 大塚れん 加藤ツバキ 櫻井ちはる 高梨あゆみ 星川麻紀（4月10日、SODクリエイト）
- ウブな人妻企画 生まれて初めての風俗面接 240分中出しスペシャル（6月19日、アイエナジー）
- Hamar's World 16〜清楚な表情と情熱痴態をもつ女〜 - 加藤ツバキ（8月1日、HEYZO）

2015年
- ハラスメント 喰う女 喰われる女（1月1日、FAプロ）
- ふたりでオモチャにしてあげる BEST（1月1日、プレステージ）
- 壁！机！椅子！から飛び出る生チ○ポが人気のお店 『BARしゃぶりながら』…さらにハメながら!!（1月22日、SODクリエイト）
- ヘンリー塚本監督作品　レズポルノ 下劣で卑猥な女と女のSEX（2月13日、FAプロ）
- 不倫中毒　衝動的な性欲に溺れる女たち（3月1日、FAプロ）
- 上手すぎる騎乗位 欲求不満のナースが激しいグラインドや杭打ちピストンで入院患者を犯している（3月6日、OFFICE K’S）
- 黒き魔装の誘惑10　漆黒の闇に堕ちた聖なる光（2017年8月25日）
- 新・麗しの熟女湯屋 濃厚ねっとり高級ソープ 加藤ツバキ（2021年12月28日、グローバルメディア）[10]

#### 2022年
- 全裸聖水飲ませ ～色んなシチュエーション女子のお小水編～（4月12日、犬/妄想族）
- 全開鼻フック 加藤ツバキ（9月8日、RADIX）

## 出演

### 映画
- 艶色女体巡り（2015年、OP PICTURES　監督：竹洞哲也）- 房子 役
- 女詐欺師と美人シンガー お熱いのはどっち？（2015年、XcesFilm） - 二本夕香 役
- 恋愛図鑑（2017年7月8日、OP PICTURES） - 佐々木房子 役[11]
- 人情フェロモン もち肌わしづかみ（2018年6月、OP PICTURES） - 長田美鈴 役[12]
  - ムーンロードセレナーデ（2018年、OP PICTURES） - 長田美鈴 役（「人情フェロモン～」の一般公開用編集作品）[13]
- 大人の同級生 させ子と恋愛（2018年11月2日、オーピー映画）- 中澤碧 役[14]
  - 大人の同級生（2019年8月31日、オーピー映画）
- たわわな気持ち 全部やっちゃおう（2019年7月12日、オーピー映画） - 篠原マリア 役[15]
  - たわわな気持ち（2019年8月26日、オーピー映画）一般劇場編集版[16]
- ひとり妻　熟れた旅路の果てに（2020年1月31日、オーピー映画） - 石庭柊子 役
- 怪談回春荘 こんな私に入居して（2020年8月7日、オーピー映画）[17]- 桑山妙子 役[18]
- 淫靡な女たち  イキたいとこでイク!（2021年4月9日、オーピー映画）
- ペッティング・モンスター  快楽喰いまくり（2021年7月30日、オーピー映画）- 沙月弥生 役
- 背中合わせのふたり（2022年11月11日、オーピー映画）
- 下ネタトリオ マドンナを狙え（2023年5月26日、オーピー映画）
- 変態園芸 股間を耕す女たち（2023年9月29日、オーピー映画）- 加賀菜摘 役[19]
  - 此処に花あり（2023年12月4日、オーピー映画）※再編集版[19]
- 特濃三姉妹 みだれ別荘（2024年10月18日、オーピー映画）- 新川恵美 役[20]
- 人妻怪談 淫欲むせび泣き（2025年8月1日、オーピー映画）- 凌子 役

### オリジナルビデオ
- 夜王伝説3 闇夜に咲きネオンに踊る淫らな華たち（2022年5月4日、ネクスタシーEX）[21]
- 夜王伝説4 美女が溺れる残酷で美しいネオンの夜（2022年6月3日、ネクスタシーEX）[22]

### テレビ
- 生放送でイラマチオ!（2018年12月13日、パラダイステレビ）- イラマチオ娘[23]
- 生放送でイラマチオ!第2回戦（2019年6月28日、パラダイステレビ）- イラマチオ娘[24]
- どぶろっくと山岸逢花の ＃やらかしジャッジメント（2022年1月5日、12日、20日、27日、刺激ストロングチャンネル）

### ネット配信
- スパローズのギリギリアウツ!?#88（2013年12月25日、ニコジョッキー/ニコニコ生放送）